# Smiley Smile
Smiley Smile je dvanácté studiové album americké skupiny The Beach Boys. Nahráno bylo v rozmezí 24. května a 14. července 1967 v několika různých studiích v Kalifornii včetně soukromého studia Briana Wilsona. Vyšlo pak v září téhož roku u vydavatelství Brother Records a Capitol Records. Singl „Good Vibrations“, vydaný již v říjnu 1966, se umístil na první příčce žebříčku Billboard Hot 100.

## Seznam skladeb
| Pořadí | Název                                                   | Autor                        | Délka |
| ------ | ------------------------------------------------------- | ---------------------------- | ----- |
| 1.     | Heroes and Villains                                     | Brian Wilson, Van Dyke Parks | 3:37  |
| 2.     | Vegetables                                              | B. Wilson, Parks             | 2:07  |
| 3.     | Fall Breaks and Back to Winter (W. Woodpecker Symphony) | B. Wilson                    | 2:15  |
| 4.     | She's Goin' Bald                                        | B. Wilson, Mike Love, Parks  | 2:15  |
| 5.     | Little Pad                                              | B. Wilson                    | 2:30  |
| 6.     | Good Vibrations                                         | B. Wilson, Love              | 3:36  |
| 7.     | With Me Tonight                                         | B. Wilson                    | 2:17  |
| 8.     | Wind Chimes                                             | B. Wilson                    | 2:36  |
| 9.     | Gettin' Hungry                                          | B. Wilson, Love              | 2:27  |
| 10.    | Wonderful                                               | B. Wilson, Parks             | 2:21  |
| 11.    | Whistle In                                              | B. Wilson                    | 1:04  |

## Obsazení
The Beach Boys
- Al Jardine – zpěv, doprovodné vokály, elektrická kytara, basová kytara
- Bruce Johnston – zpěv, doprovodné vokály, basová kytara, varhany
- Mike Love – zpěv, doprovodné vokály
- Brian Wilson – zpěv, doprovodné vokály, basová kytara, varhany, klavír
- Carl Wilson – , zpěv, doprovodné vokály, elektrická kytara, basová kytara, perkuse
- Dennis Wilson – zpěv, doprovodné vokály, bicí, varhany

Ostatní hudebníci
- Chuck Bergofer – kontrabas
- Hal Blaine – bicí, perkuse
- Jimmy Bond – kontrabas
- Glen Campbell – kytara
- Al de Lory – klavír
- Mike Deasy Sr. – kytara
- Jesse Ehrlich – violoncello
- Jim Gordon – bicí
- Carol Kaye – basová kytara
- Larry Knechtel – varhany
- Paul McCartney – efekty
- Tommy Morgan – harmonika
- Ray Pohlman – basová kytara
- Don Randi – cembalo
- Lyle Ritz – kontrabas
- Diane Rovell – doprovodné vokály
- Paul Tanner – theremin
- Marilyn Wilson – doprovodné vokály